# 南アメリカのサッカー選手一覧
南アメリカのサッカー選手一覧は、南米サッカー連盟加盟国の国籍を持つサッカー選手のうち、項目がある選手を主とした一覧である。

## コロンビア
- レネ・イギータ
- イバン・コルドバ
- エルマン・ガビリア
- カルロス・バルデラマ
- ニクソン・ペレア
- ルイス・ペレア
- ファウスティーノ・アスプリージャ
- アンドレス・エスコバル
- ファリド・モンドラゴン
- フレディ・リンコン
- アルレイ・ディナス
- クリスティアン・ナザリト

## ペルー
- テオフィロ・クビジャス
- ノリエガ・エリック

## ボリビア
- フリオ・セサル・バルディビエソ
- マルコ・エチェベリ
- ビクトル・ウーゴ・アンテロ
- フアン・マヌエル・ペーニャ
- エジバウド・ロハス・エルモーサ

## エクアドル
- イバン・ウルタード
- ウリセス・デ・ラ・クルス
- エディソン・メンデス
- アントニオ・バレンシア
- アグスティン・デルガド
- アレックス・アギナガ
- イバン・カビエデス
- カルロス・テノリオ
- フェリペ・カイセド

## ベネズエラ
- ジェフレン・スアレス・ベルムデス（Jeffren Suarez Bermudez、1988 - ）
- フアン・アランゴ

## ガイアナ
- ナイジェル・コーディントン
- ジェイク・ニュートン

## スリナム
- ロメオ・カステレン
- クリフトン・サントフリート